# Naučná stezka Po stopě trilobita
Po stopě trilobita je geologicko-paleontologická naučná stezka tvořící dvoukilometrový informační a prožitkový okruh v okolí obce Skryje. Značná část naučné stezky prochází územím přírodní památky Skryjsko-týřovické kambrium, jehož typický symbol – zkamenělina trilobita – je ústředním námětem celé stezky. Stezka je doplněna o komiksové podání některých faktů, prolézačky, kukátka a jiné atrakce pro děti, či o možnost zcela nečekaných nálezů.

## Historie

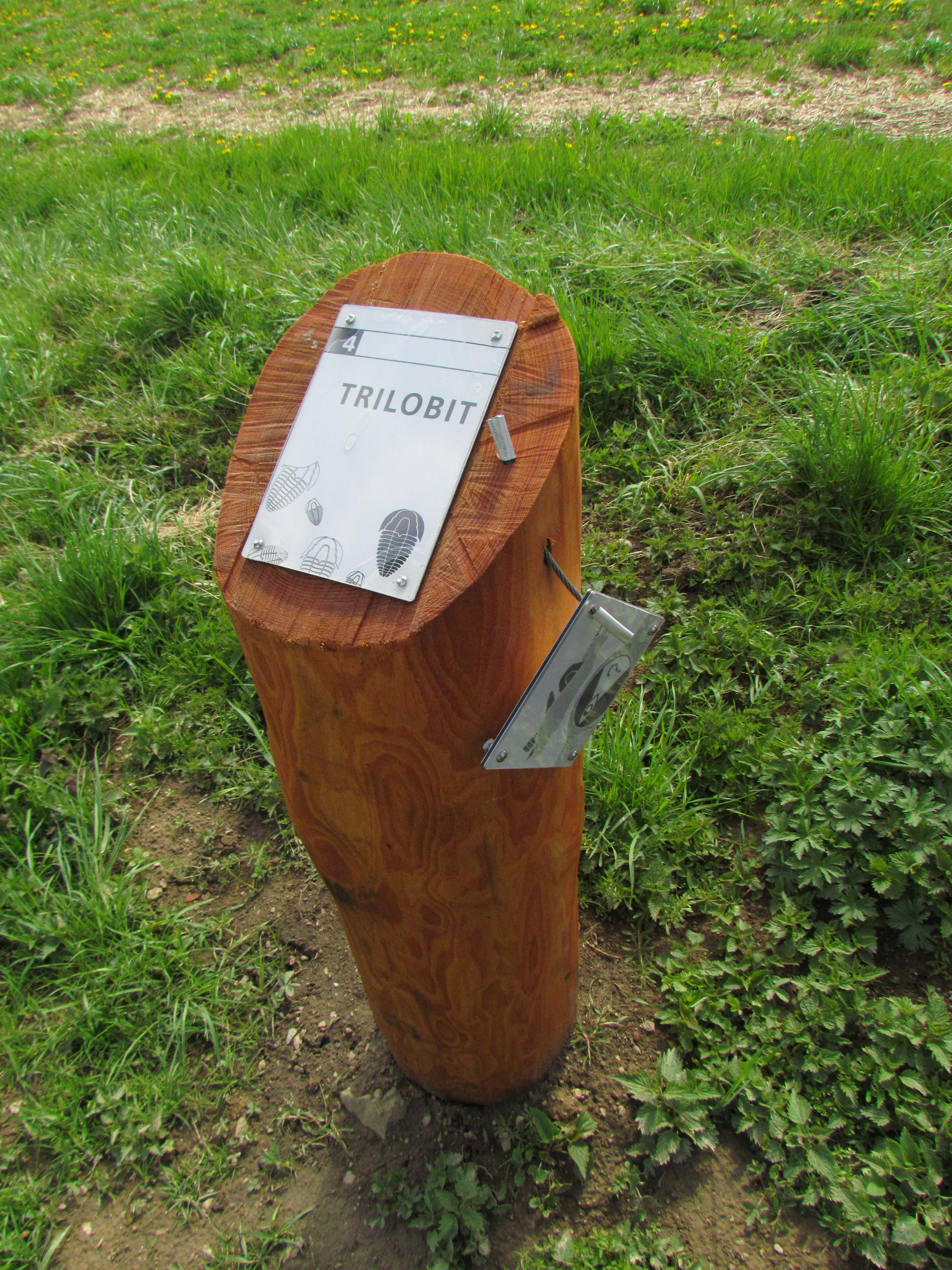
Jedna ze zastávek naučné stezky

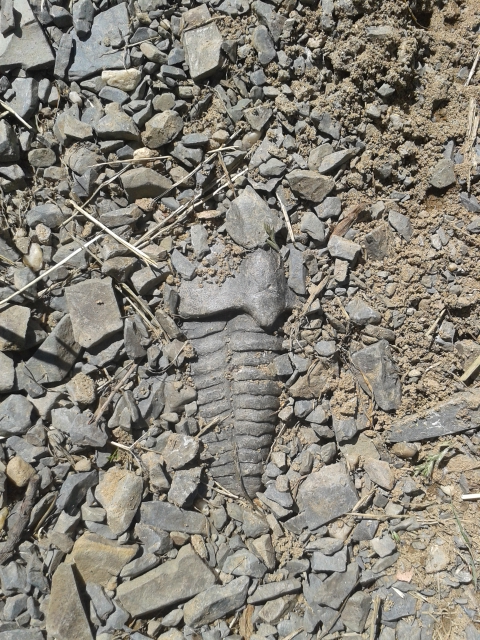
Trilobit na stezce

Naučná stezka byla vybudována v roce 2014 z programu Posílení návštěvnické infrastruktury v chráněných územích AOPK ČR 2013–2014 celkovým nákladem 1 133 270 Kč Agenturou ochrany přírody a krajiny České republiky – Chráněná krajinná oblast Křivoklátsko, která stezku rovněž udržuje. K slavnostnímu otevření této stezky došlo dne 25.2.2015 za účasti ministra životního prostředí Richarda Brabce, ředitele Agentury ochrany přírody a krajiny České republiky Františka Pelce, vedoucího Správy chráněné krajinné oblasti Křivoklátsko Petra Hůly a starosty Skryjí Josefa Jedličky.

## Trasa
Naučnou stezku tvoří okruh začínající u Památníku Joachima Barranda ve Skryjích, který provozuje Muzeum T. G. M. Rakovník. Odtud směřuje stezka k východu kolem budovy bývalé školy, kde je umístěn pomník Joachima Barranda, na louky za obcí. Zde se nabízí například výhled z vyhlídkové plošiny na nedalekou zříceninu hradu Týřov. Současně tu začíná prožitková část naučné stezky, střídající doposud spíše informačně zaměřené panely. Stezka tu začíná strměji klesat zalesněnou roklí k severu až téměř k řece Berounce. V místě zvaném V Luhu se cesta prudce stáčí k západu a začíná přes zdejší suťoviště vyhlášené nálezy nejrůznějších zkamenělin opět stoupat vzhůru ke Skryjím. Poslední dvě zastavení jsou situované již opět v obci Skryje. Stezka končí poblíž kostela sv. Archanděla Michaela nedaleko místa, kde začíná.

## Zastavení
1. Tunel času
2. Přehlídka hornin
3. Barrande
4. Trilobit
5. Nad hladinou moře
6. V luhu
7. Otočka
8. Kukátko
9. Suťoviště
10. Trilobit, strážce kraje
11. Přeskoč, přelez
12. Permská katastrofa